# Denis Gaullyer
Denis Gaullyer  (né le 2 février 1688 à Cléry-Saint-André, mort le 24 avril 1736 à Charenton-le-Pont) est un grammairien français, professeur au collège du Plessis à Paris.

## Vie publique et œuvre
Ayant fait ses études au collège d'Orléans, il est reçu maitre ès arts à Paris. Professeur au collège du Plessis à Paris, il est connu pour ses controverses qui l'opposèrent à Charles Rollin et Louis Dumas.

## Publications
- Règles pour la langue latine et françoise, divisées en cinq parties à l'usage des collèges de l'université de Paris, Paris, Jean-Baptiste Brocas, 1718 (lire en ligne)
- Abrégé de la grammaire françoise, Paris, Jean-Baptiste Brocas, 1722 (lire en ligne)
- Recueil des fables d'Esope, de Phedre et de La Fontaine, qui ont rapport les unes aux autres, avec de petites notes françoises, a l'usage des basses classes, Paris, Jean-Baptiste Brocas, 1728 (1re éd. 1721) (BNF 39334683)
- Règles de poétique, tirées d'Aristote, d'Horace, de Despréaux et d'autres célèbres auteurs, Paris, G.-F. Quillau, 1728 (BNF 30487728)